# Wright J65
Pour les articles homonymes, voir J65.
Le Wright J65 était un turboréacteur à compresseur axial conçu par Armstrong Siddeley mais produit sous licence par la société américaine Curtiss-Wright. Issu du turboréacteur britannique Sapphire, le J65 équipa un grand nombre d'appareils de conception américaine.

## Conception et développement

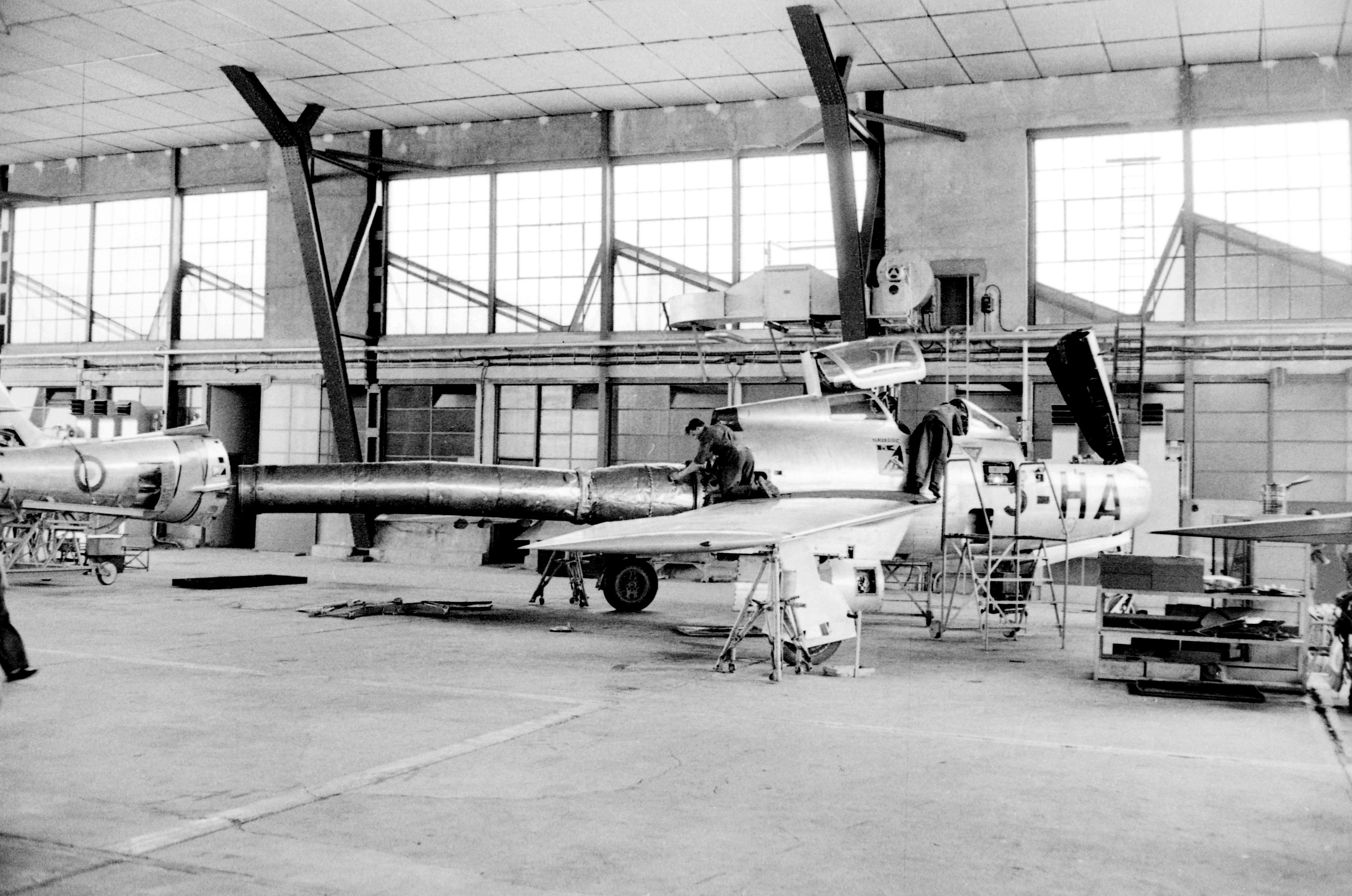
Entretien d'un chasseur Republic F-84F Thunderstreak de l'armée de l'air française entre 1955 et 1965.

La société Curtiss-Wright acheta une licence de fabrication pour le Sapphire en 1950, avec la prévision de disposer de lignes de production actives dès 1951. Toutefois, une série de retards causés par des modifications opérées par Curtiss dans la conception, comme le remplacement de la partie centrale forgée du moteur original par une partie en acier soudé, reporta sa mise en service de deux années complètes. Pendant ce temps-là, le Pratt & Whitney J57 était arrivé sur le marché et avait raflé une bonne partie des clients potentiels du J65. Toutefois, une fois qu'il entra en production, il prouva qu'il était aussi bon que les modèles britanniques et, en même-temps qu'il équipa le B-57 Canberra (sa cible initiale), le J65 fit son apparition sur les North American FJ-4 Fury, Douglas A-4 Skyhawk, Republic F-84F Thunderstreak, et sur les deux prototypes Lockheed XF-104, qui préfiguraient le futur Starfighter.
Une version turbopropulseur du J65 fut également conçue, avec une puissance comprise entre 6 500 à 10 380 ch. Elle fut désignée Wright T49. Un dérivé commercial du J65 fut aussi conçu, le TP51A2. Le T49 fut démarré pour la première fois en décembre 1952, produisant alors 8 000 ch, puis testé en vol dans un banc d'essais volant XB-47D à partir du 26 août 1955. Malheureusement, le marché pour ce moteur avait disparu, et il n'y eut aucune suite au projet.

## Applications
- Douglas A-4 Skyhawk
- Grumman F-11 Tiger
- Martin B-57 Canberra
- Lockheed XF-104
- North American FJ-3 Fury
- North American FJ-4 Fury
- Republic F-84F Thunderstreak